# 238 هـ
238 هـ هي سنة في التقويم الهجري امتدت مقابلةً في التقويم الميلادي بين سنتي 852 و853.

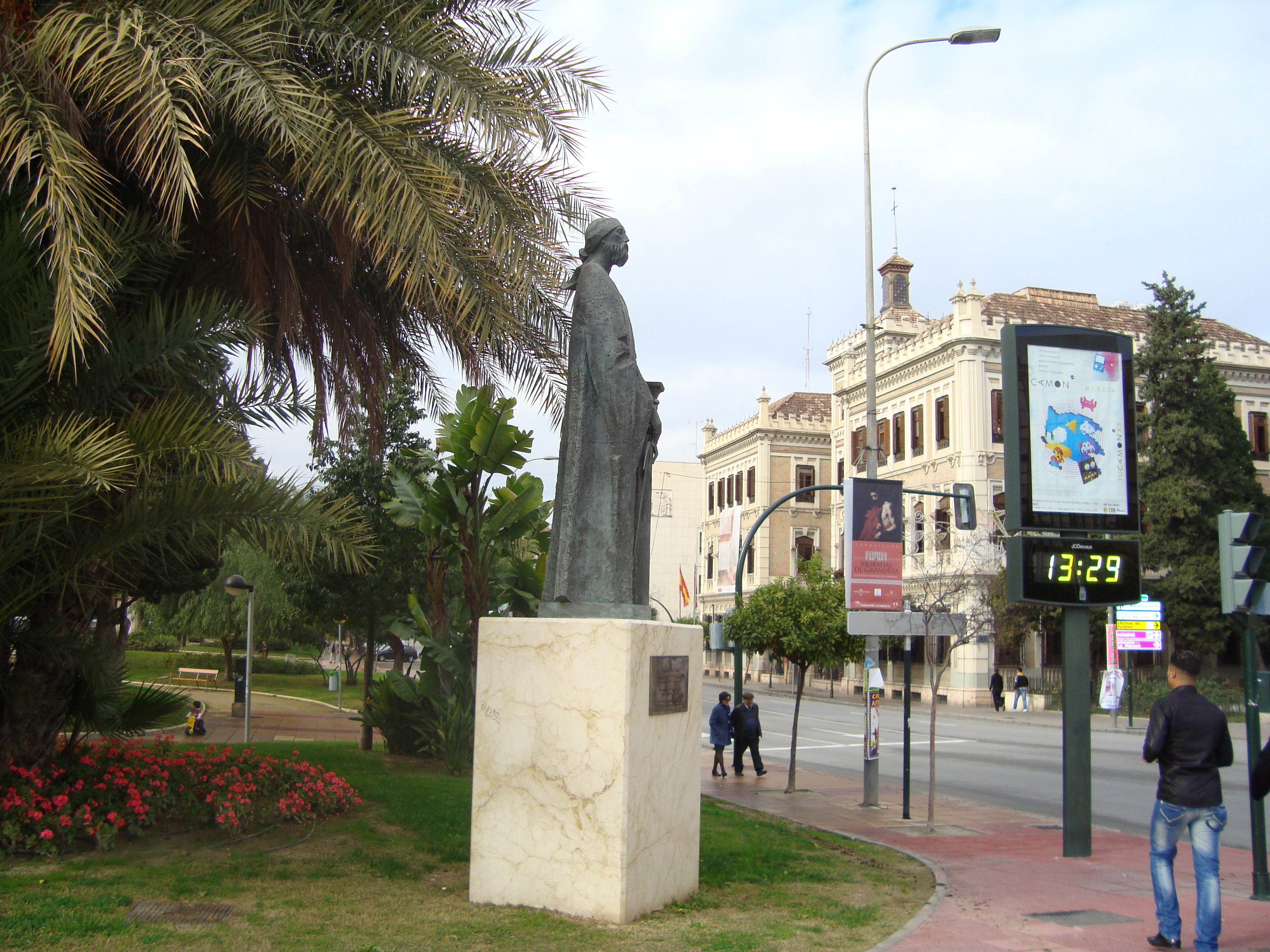
تمثال لعبد الرحمن الأوسط

## أحداث
- 22 ذو الحجة - محمد بن عبد الرحمن يتولى حكم الدولة الأموية في الأندلس خلفًا لأبيه عبد الرحمن بن الحكم.
- البيزنطيون يهاجمون مدينة دمياط في مصر

## مواليد
- سعيد بن جودي
- إبراهيم بن حجاج اللخمي
- ابن عبد ربه
- الطحاوي

## وفيات
- أبو محمد التوزي
- بشر بن الحكم
- عبد الرحمن الأوسط
- عبد الملك بن حبيب السلمي
- محمد بن بكار بن الريان
- إسحاق بن راهويه